# カルチエ・ラタン
カルチエ・ラタン（フランス語: Quartier latin）は、パリの地名である。カルチェラタンとも表記する。
セーヌ川左岸、5区と6区にまたがる区域で、カルチエは「地区」、ラタンとは「ラテン語」のことであり、「ラテン語地区」を意味する。これはフランス語が未統一であった時代、ヨーロッパ各地から集まった学生たちが当時の学問や教会における国際共通語であったラテン語で会話したことに由来する。
パリ大学をはじめ、名門高等教育機関が集中しており、昔から学生街として有名である。1960年代、特に五月革命のときに、様々な反体制学生運動の中心地であった。
パンテオン、サン・ミシェル広場、サンジェルマン大通りなどの観光名所も多く、リュクサンブール庭園もほど近い。

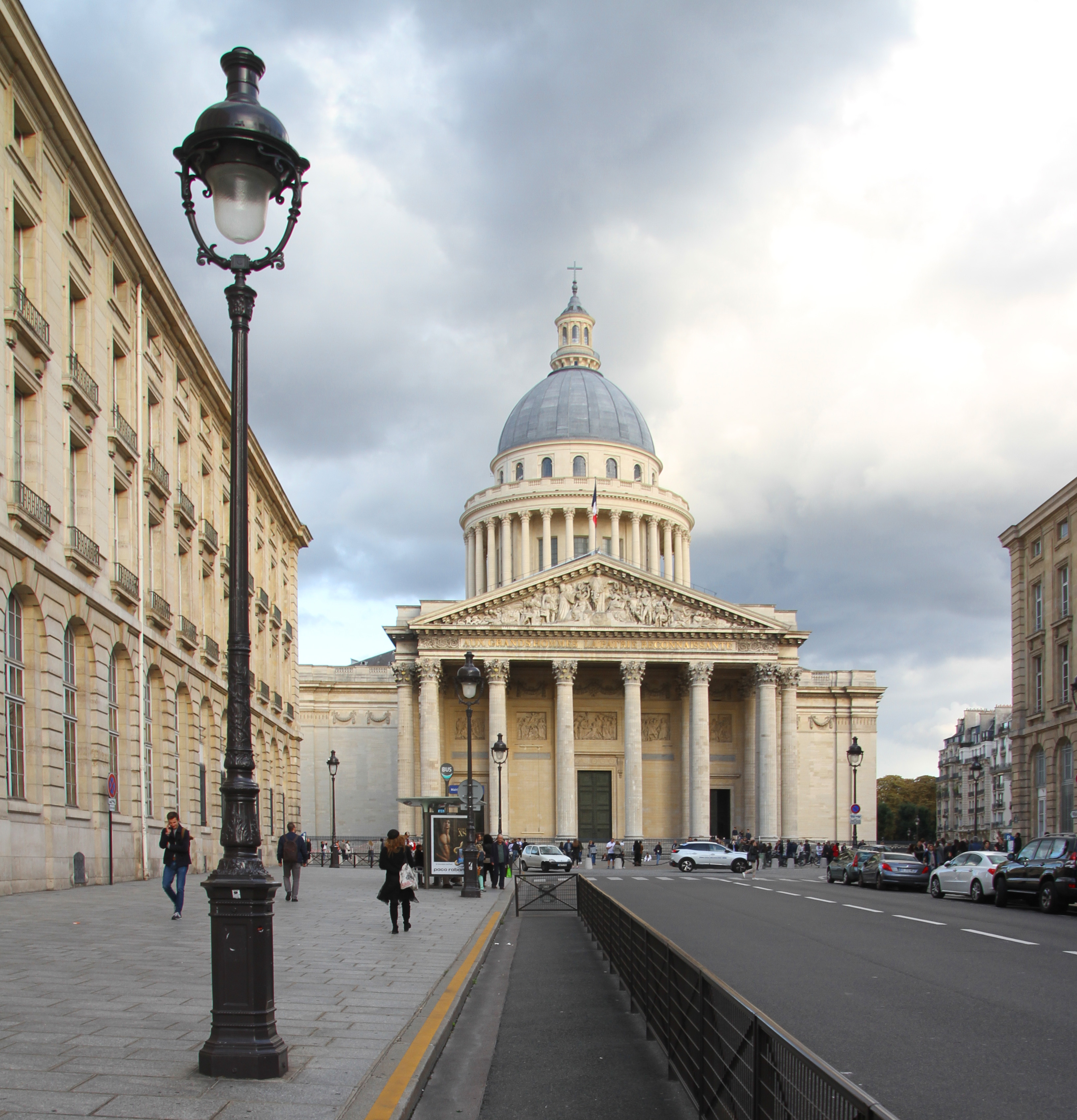
パンテオン

## 存在する教育機関等

### 大学等
パリ第1大学、パリ第2大学、ジュシュー・キャンパス・（Campus de Jussieu：パリ第6大学とパリ地球物理研究所による複合研究施設）、パリ第3大学、コレージュ・ド・フランスやサント・ジュヌヴィエーヴ図書館（パリ第1・第2・第3・第4及び第7の各大学共同の図書館。市民にも開放されている。）がある。

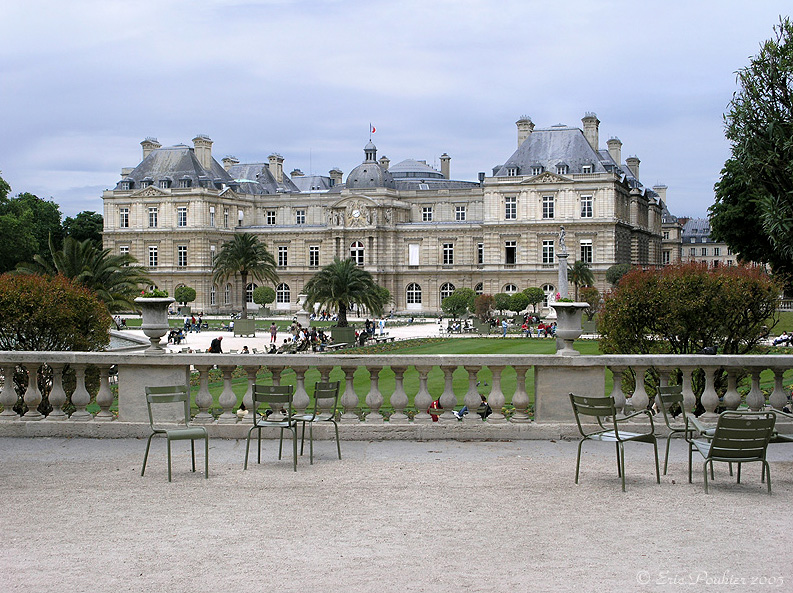
リュクサンブール庭園

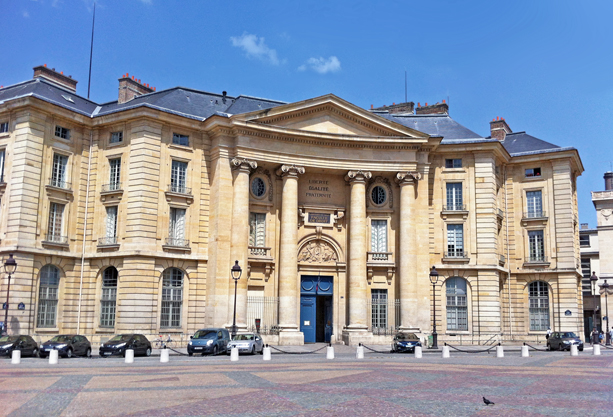
パンテオン広場にあるパリ第1大学と第2大学
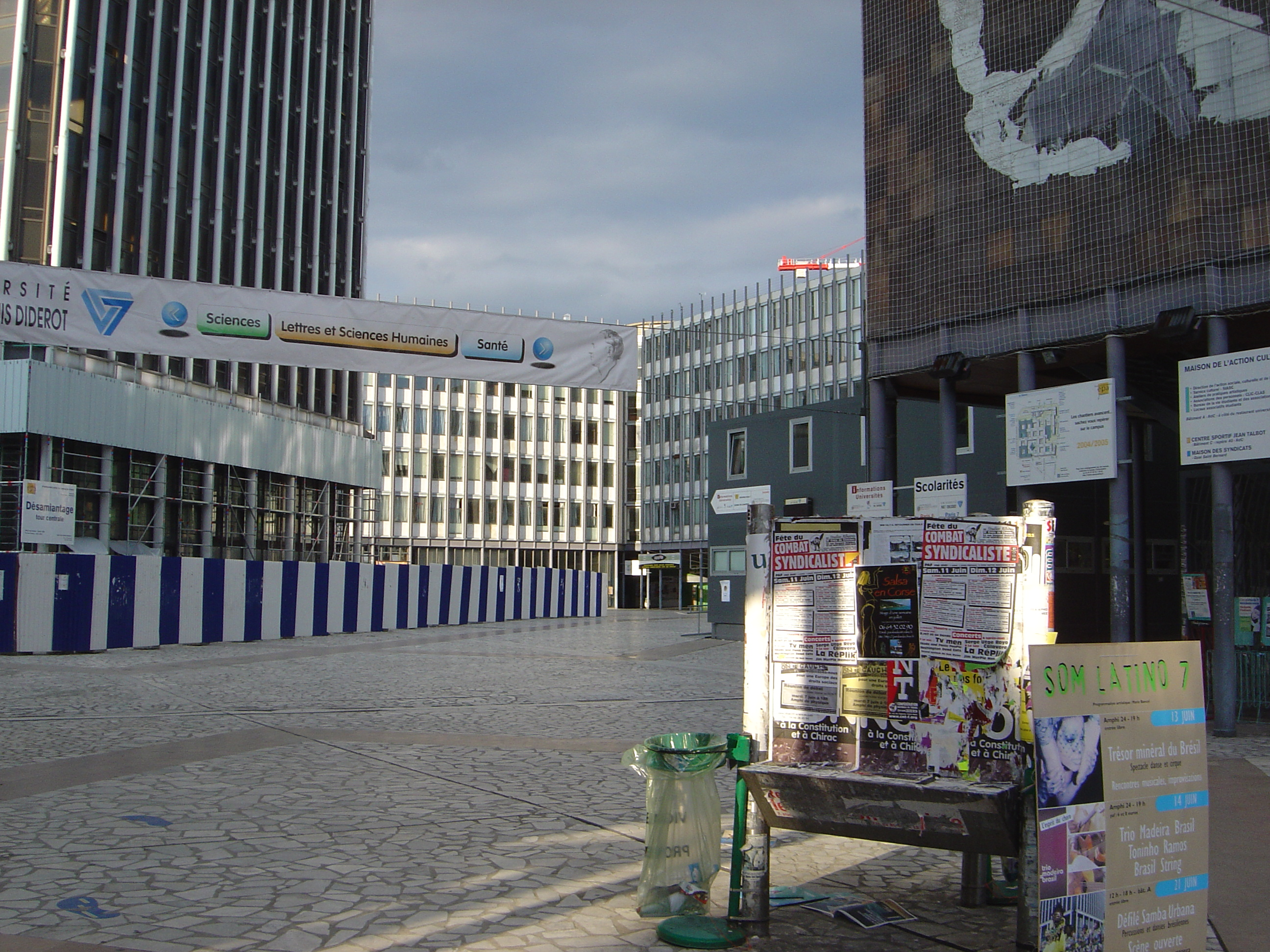
Campus de Jussieu (入口)
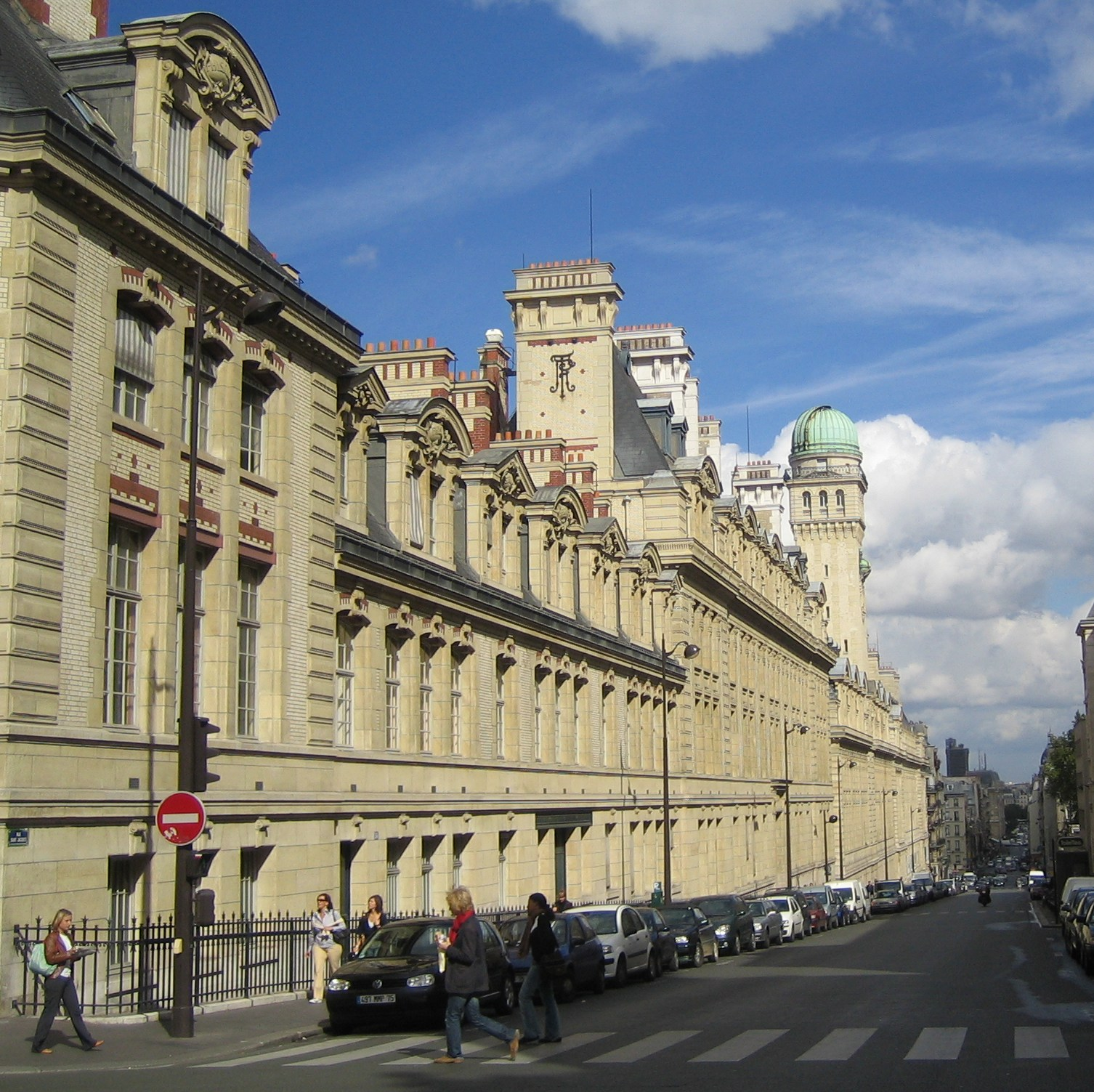
サン・ジャック通りのパリ第3大学校舎
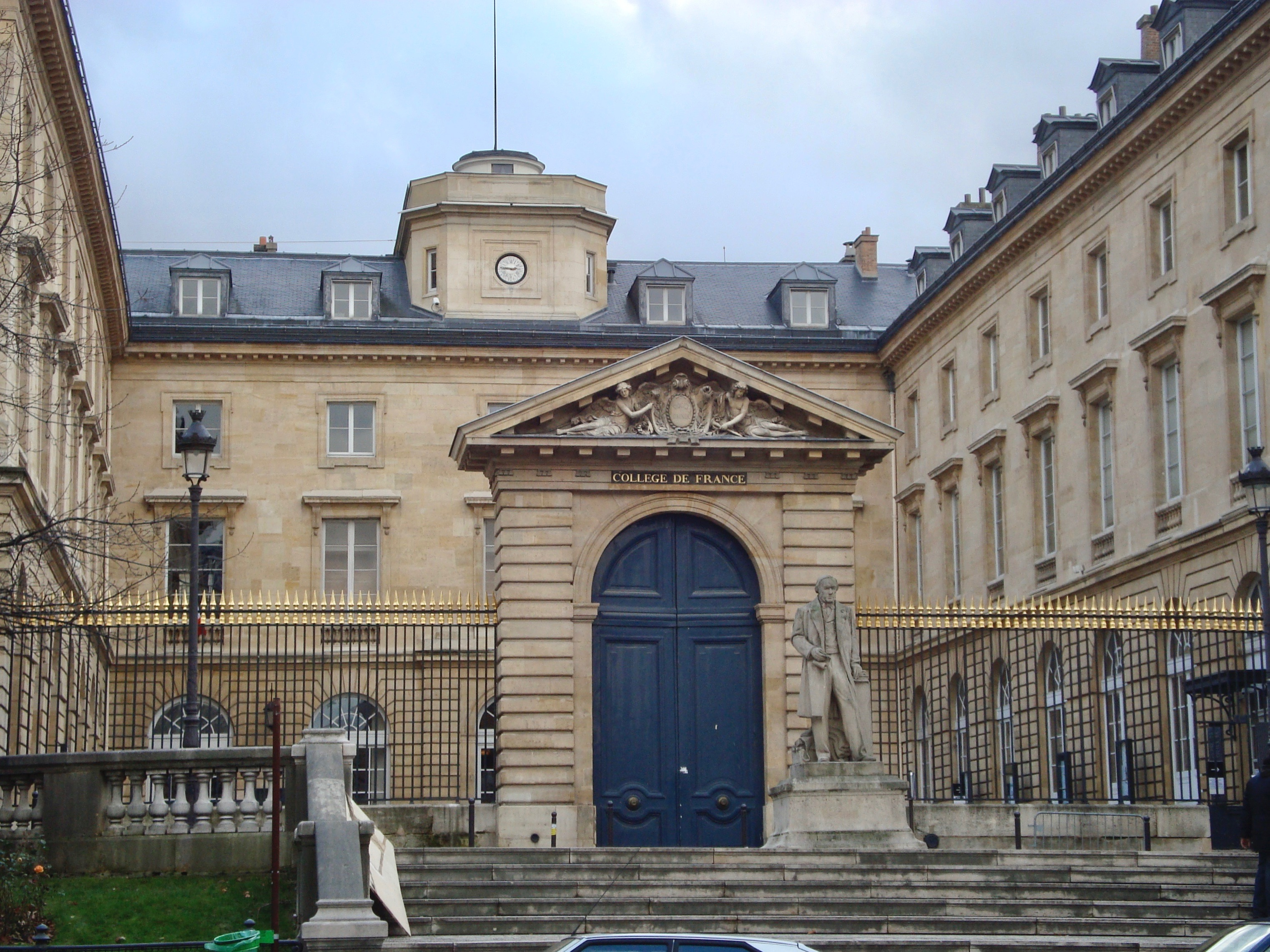
コレージュ・ド・フランス
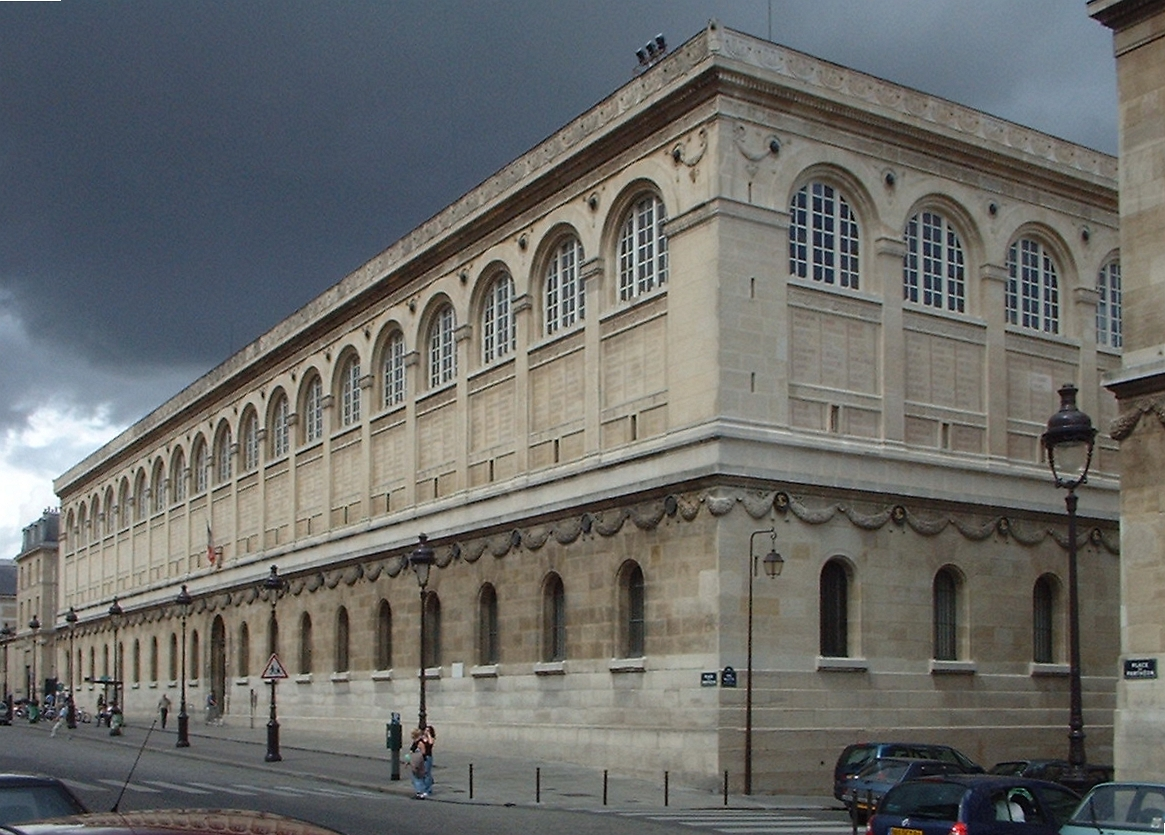
サント・ジュヌヴィエーヴ図書館

### グランゼコール
この地区には、以下のように、グランゼコールも複数存在している。
パリ高等師範学校、古文書学校、美術学校、パリ市立工業物理化学高等専門大学 (EPCI) 、応用美術研究所（LISAA）、パリ国立高等鉱業学校、パリ高等化学学校（Chimie ParisTech）、生活工業・環境科学研究所（AgroParisTech）、パリ高等電子工学研究所（ISEP）。

なお、エコール・ポリテクニークは1976年まで、エセック経済商科大学院大学は1974年まで、それぞれこの地区にあった。

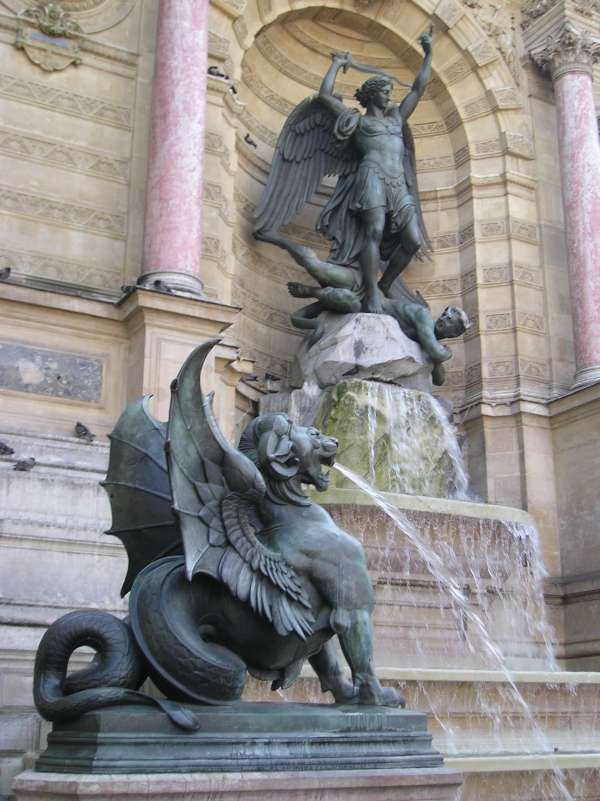
サン・ミシェル広場のサン・ミシェルの泉

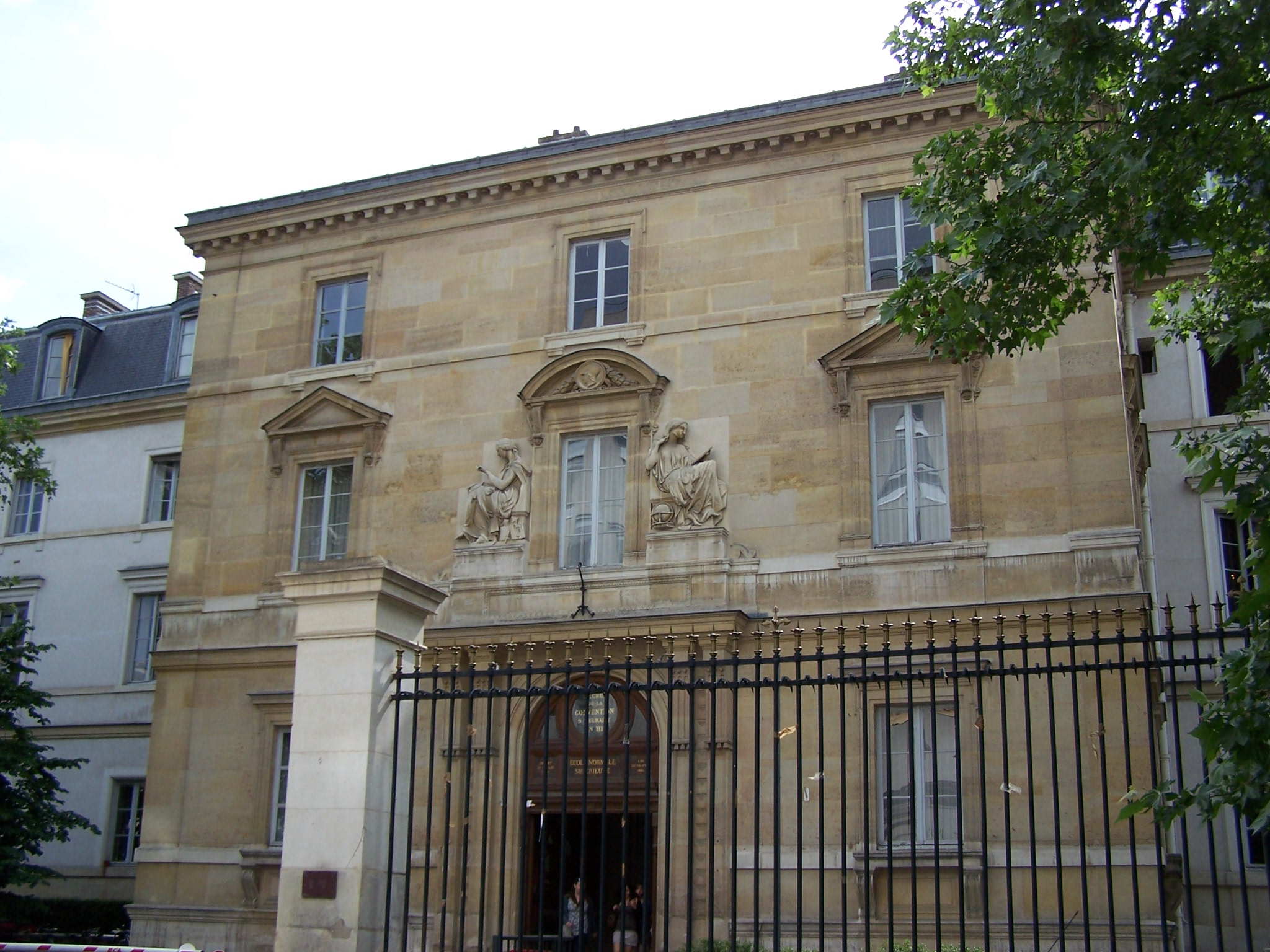
高等師範学校の入口
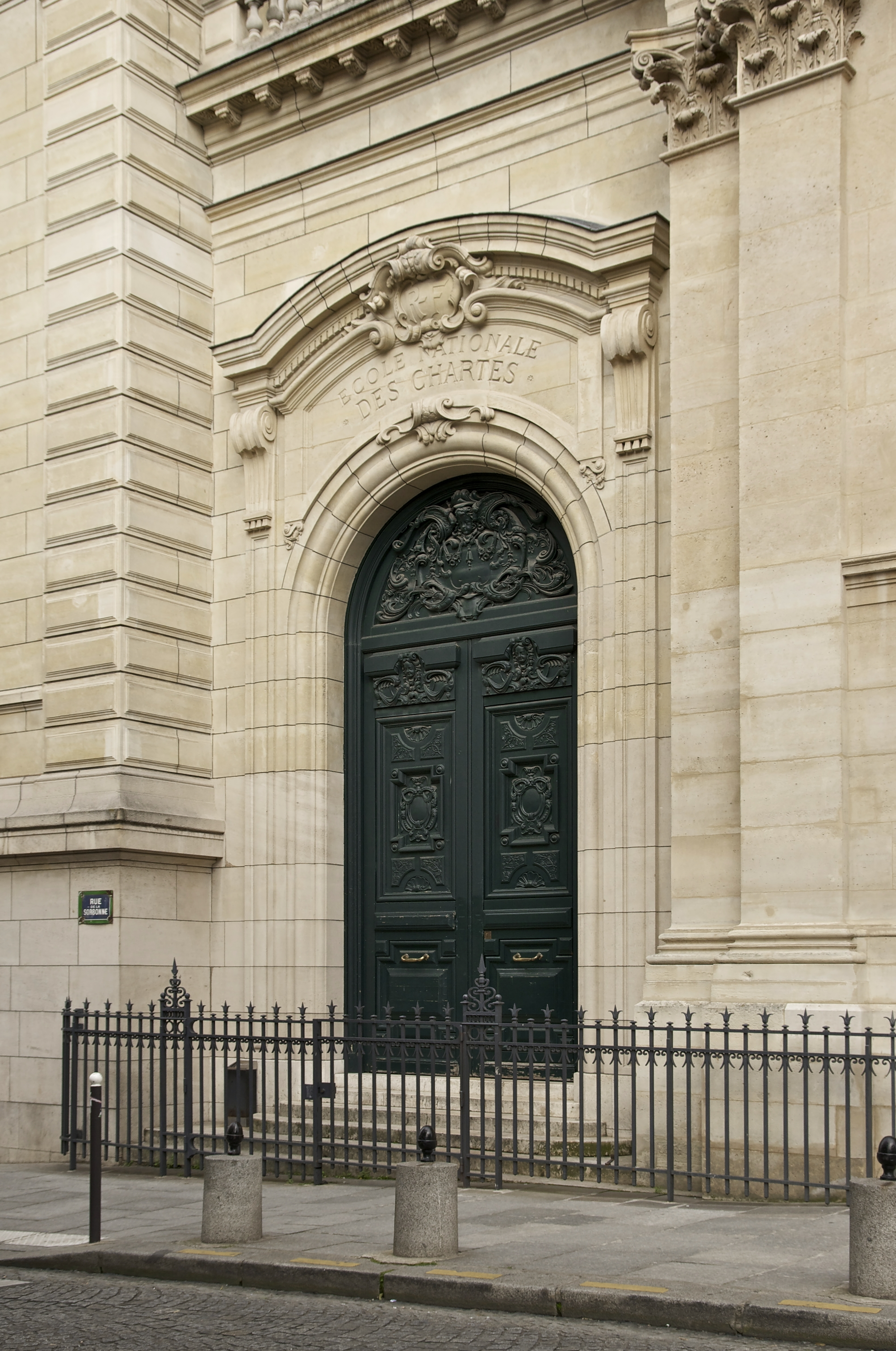
ソルボンヌ広場にある古文書学校の入口
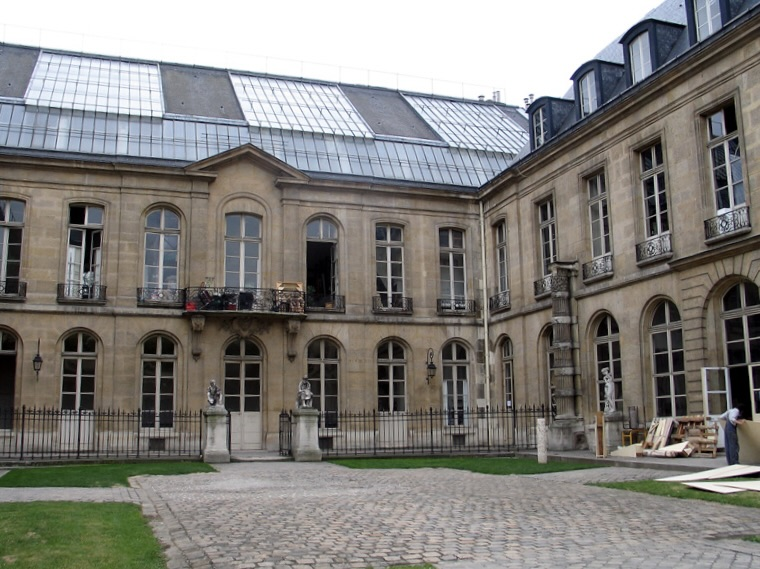
マラケ河岸にある美術学校の入口
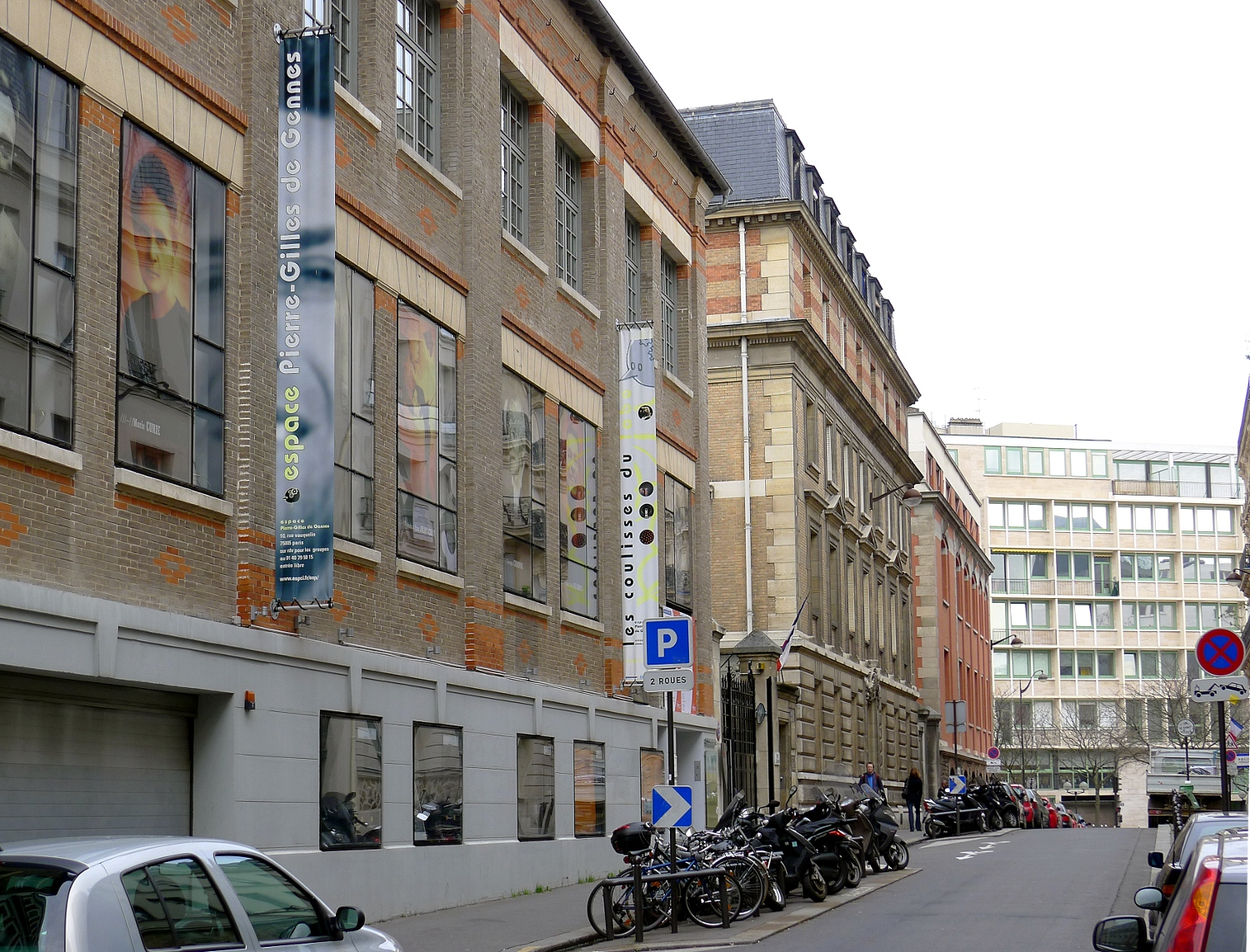
ヴォークラン通りにあるパリ市立工業物理化学高等専門大学の入口
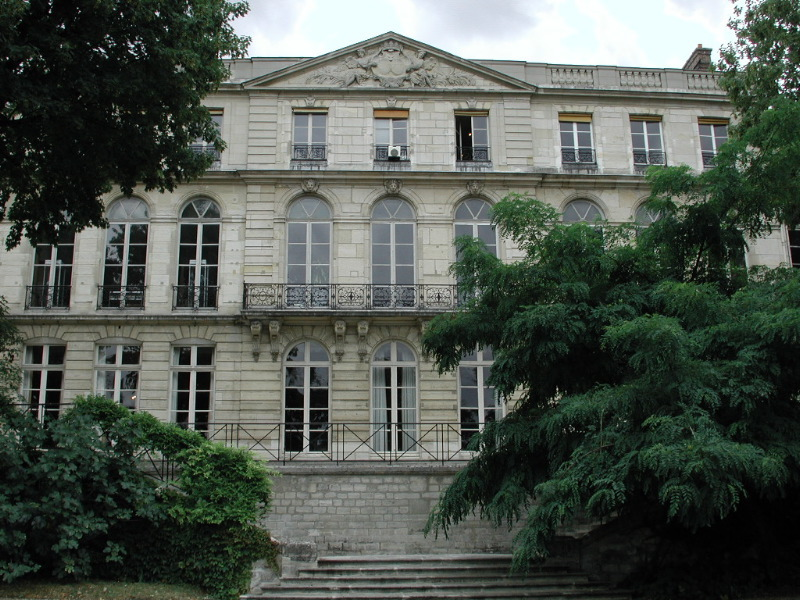
高等鉱業学校（サン・ミシェル大通りのヴァンドーム館）
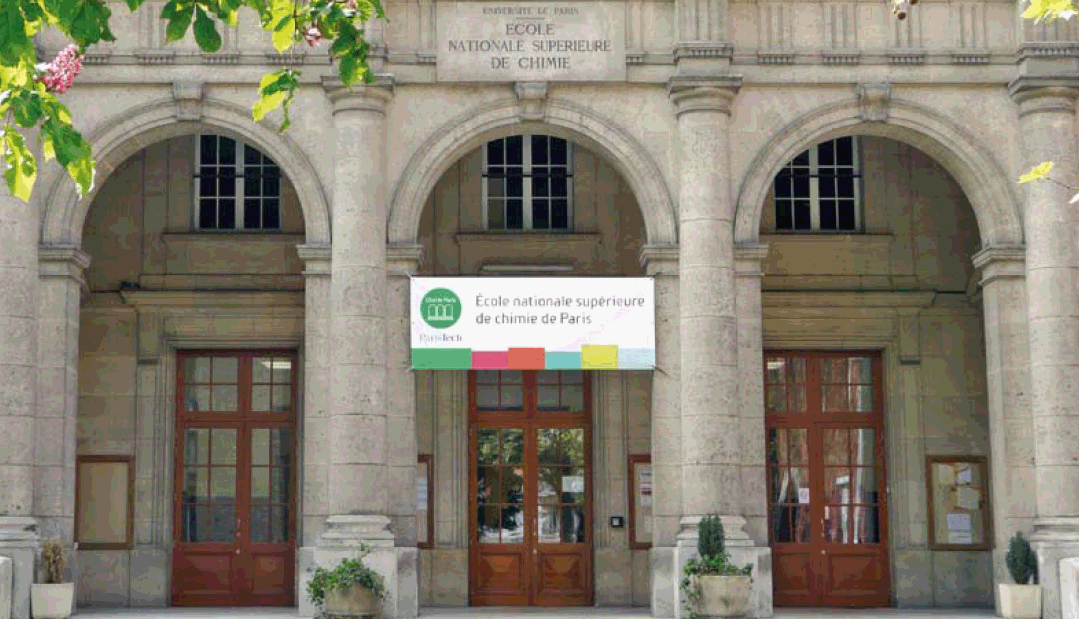
パリ高等化学学校（Chimie ParisTech）

### その他の教育機関
この地区には、フェヌロン校、ルイ＝ルグラン校、アンリ4世校、サン＝ルイ校、ノートル・ダム・ド・シオン校など多くの歴史的かつ高名なコレージュやリセがある。

## 派生

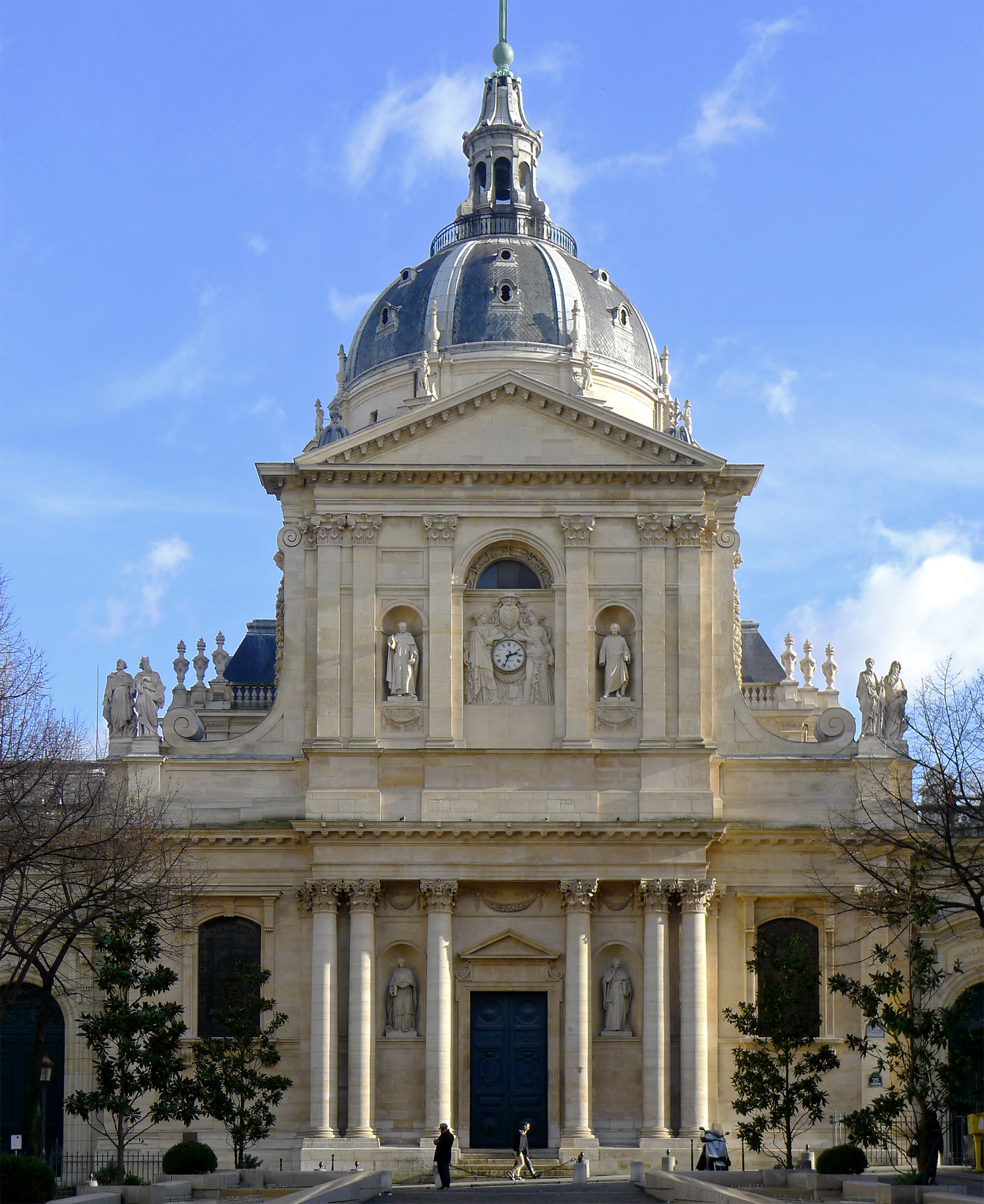
ソルボンヌ広場とソルボンヌのチャペル

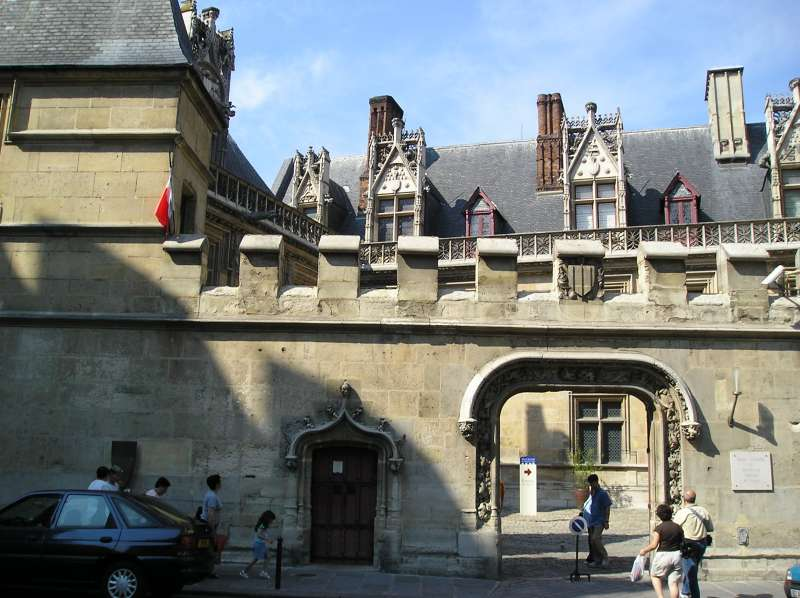
国立中世美術館（クリュニー館）

駿河台
パリのカルチエ・ラタンにちなみ、日本では大学が多く集まる東京都千代田区の駿河台周辺を、「日本のカルチエ・ラタン」「神田カルチエ・ラタン」と呼ぶことがある。
八事
名古屋市昭和区の八事周辺には中京大学、南山大学、名城大学、名古屋大学のキャンパスがあり、市の文教地区にも指定されていることから、「名古屋のカルチエ・ラタン」と呼ぶことがある。
コクリコ坂から
パリのカルチエ・ラタンにちなみ、宮崎吾朗の映画『コクリコ坂から』では、舞台となる港南学園に「カルチェラタン」と通称される部室棟が登場する。